# Linda Stockfleth
Linda Stockfleth (* 1994) ist eine deutsche Schauspielerin.

## Leben
Linda Stockfleth erhielt von 2015 bis 2019 eine Schauspielausbildung an der Theaterakademie der Hochschule für Musik und Theater Hamburg. Während ihrer Ausbildung stand sie unter anderem 2017 am Thalia Theater unter der Regie von Thomas Birkmeir als Elena in Die Rote Zora sowie 2018 als Elisabeth in Being Maria Stuart am Theater Bremen und am Deutschen Schauspielhaus auf der Bühne.
2018 war sie in der Folge Familien der Fernsehreihe Tatort als Julia Schmitt und in Polizeiruf 110: Für Janina als Janina Stöcker zu sehen. 2020 hatte sie eine Episodenrolle in der Folge Pflicht und Kür der ARD-Serie In aller Freundschaft und verkörperte die Rolle der Mia Olearius im ARD-Fernsehfilm Meine Mutter will ein Enkelkind aus der Reihe Meine Mutter …. 
In der ZDFneo-Serie Sløborn spielte sie von 2020 bis 2024 die Rolle der Yvonne Precht, die Freundin der Protagonistin. Außerdem stand sie 2020 für Dreharbeiten zu je einer Folge der ZDF-Serie Notruf Hafenkante sowie Bettys Diagnose vor der Kamera. In der im Februar 2021 erstausgestrahlten Folge Atemlos der ZDF/ORF-Serie Der Bergdoktor übernahm sie an der Seite von Jeremy Miliker als ihren Bruder Max die Rolle der Nina Tauber.

## Filmografie (Auswahl)
- 2018: Tatort: Familien (Fernsehreihe)
- 2018: Polizeiruf 110: Für Janina (Fernsehreihe)
- 2020: In aller Freundschaft – Pflicht und Kür (Fernsehserie)
- 2020: Meine Mutter will ein Enkelkind (Fernsehfilm)
- 2020–2024: Sløborn (Fernsehserie, 11 Folgen)
- 2021: Bettys Diagnose – Der nächste Schritt (Fernsehserie)
- 2021: Notruf Hafenkante – Einsatz Elbe 1 (Fernsehserie)
- 2021: Der Bergdoktor – Atemlos (Fernsehserie)
- 2021: SOKO Leipzig: Bis aufs Blut (Fernsehserie)
- 2022: Get Home Safe (Kurzfilm)
- 2023: Hotel Mondial – Alles auf Anfang, Achterbahn der Gefühle, Zurück auf Los, Der perfekte Sturm (Fernsehserie)
- 2023: Unschuldig – Der Fall Julia